# Josef Carl Bayrhammer
Josef Carl Bayrhammer, auch Josef Karl Bayrhammer, Pseudonym Einsiedler am Ossagebürg (* 16. März 1786 in Dießen; † 21. August 1821 in Hochschloß) war ein deutscher Agronom und Landwirtschaftsreformer.

## Leben
Bayrhammer war der Sohn des oberbayerischen Richters Aloys Ignatz Bayrhammer. Er schloss 1804 das (heutige) Wilhelmsgymnasium München ab und besuchte anschließend die Forstschule in Weihenstephan, das heutige Wissenschaftszentrum Weihenstephan für Ernährung, Landnutzung und Umwelt der Technischen Universität München. Er war zugleich Zögling der neueröffneten Muster-Landwirthschafts-Schule.
Im Herbst 1805 begann er ein Studium der Kameralwissenschaft an der Universität Landshut. Hier wurde er 1807 mit einer Preisschrift zum Dr. phil. promoviert.
1808 leistete er ein Praktikum im Königlichen Forstamt Kempten ab und bestand am 24. Februar 1809 sein Examen vor der Generalforstadministration mit Auszeichnung. Bayrhammers von der Forstadministration befürworteter Antrag, an das Institut von Philipp Emanuel von Fellenberg  in Hofwil entsandt zu werden, wurde nicht genehmigt; stattdessen erhielt er eine Anstellung als Forstgehilfe in München, aus der er sich schon im November entlassen ließ. Er übernahm im Auftrag von Franz von Baader die Verwaltung ausgedehnter Urwälder am Ossagebirge (wohl Osser im Künischen Gebirge) im Bayerischen Wald.
Durch die Folgen des Fünften Koalitionskriegs musste Bayrhammer im April 1811 seine Stellung aufgeben. Er ging für ein Jahr an die Universität Heidelberg und wurde dann im Juni 1812 zweiter Forstamtsgehilfe im Königlichen Forstamt in Friedburg im Innviertel. Im November 1813 meldete er sich zum Kriegsdienst in den Befreiungskriegen. Durch die Gunst des damaligen Kronprinzen Ludwig wurde er als Kanzlist in die Kanzlei des Oberkommandos der Reserve-Armee versetzt.
Bayrhammer trat in verschiedenen Schriften gegen den von ihm als Entartung wahrgenommenen merkantilistischen oder rein rationalen Landbau und für einen nationalen Landbau ein, der nicht nur auf Erträge gegründet sei und unbebaute Freiflächen erhalte und pflege. Er war beeindruckt von dem durch das Streben nach Autarkie geprägten Landbau in Skandinavien und den landwirtschaftlichen Maßnahmen des schwedischen Königs Karl XIV. Für seine Propagierung schwedischer Reformen, wie der Einführung des Stragelkaffees in Deutschland, wurde er von Karl XIV. mit dem Wasaorden ausgezeichnet.
Die Kritik warf ihm mystisches Halb-Dunkel, Unsinn und eine unverständliche, aber eben dadurch sich seichten Köpfen empfehlende Mystik vor. Sein den Gedanken Adam Müller von Nitterdorfs verpflichtetes Werk gilt als ein frühes und sonderbares Beispiel der Agrarlehre und Agrarpolitik der deutschen Romantik.

## Werke
- (als Einsiedler am Ossagebürg): Sendschreiben an die Freunde der Land-Cultur über die Entartung des teutschen Landbaus, und über die Nothwendigkeit der rationellen Schule gegenüber eine doctrinelle zu bilden. München: Stöger 1812

Digitalisat des Exemplars der Bayerischen Staatsbibliothek (Geschenk König Ludwigs I.)
Nürnberg: Riegel und Wiessner 1813 (Digitalisat)
- Beiträge zur Vermehrung der Brodfrüchte. Würzburg 1816

Digitalisat des Exemplars der Bayerischen Staatsbibliothek (Geschenk König Ludwigs I.)
- Erinnerungen an nahrhafte Pflanzen, welche im Brode genossen, einen Theil des Brodkorns ergänzen und in ganz Europa theils wild wachsen, theils als Gemüse und Futterkräuter in großer Anzahl gebaut werden. Nürnberg 1817

Digitalisat des Exemplars der Bayerischen Staatsbibliothek (Geschenk König Ludwigs I.)
- Erinnerungen an nahrhafte Pflanzen, welche in das Brod aufgenommen, einen Theil des Brodkorns ergänzen. 2. Auflage Würzburg 1817

Digitalisat des Exemplars der Bayerischen Staatsbibliothek
- Practische Anweisung zum Gebrauche der Isländischen Flechten ... als Ergänzungsmittels des Brotkorns. Freyberg: Cratz und Gerlach 1818
- Erinnerungen an die Gründung (fundatio) der Gemeinden durch das nutzbare Eigenthum (dominium utile) der unveräußerlichen Staats-Waldungen: zugleich ein Beitrag zur Werthschätzung des unbebauten Landes. Freyberg: Cratz und Gerlach 1819

Digitalisat des Exemplars der Bayerischen Staatsbibliothek (Geschenk König Ludwigs I.)
- (posthum) Ueber Volksnahrung und die Beyträge des unbebauten Landes zu ihrer unmittelbaren Vermehrung. Freyberg: Cratz und Gerlach 1822

Digitalisat des Exemplars der Bayerischen Staatsbibliothek